# SENSOR TREND INSIDE
SENSOR TREND INSIDEとは、2001年4月より旧岐阜エフエム放送で始まった番組であり、ファッションビル 岐阜センサ（岐阜市柳ヶ瀬）提供で、センサ内の各ショップ店員を毎週1人迎えて、ファッションについて話を聞く内容。エンディングには、ショップ店員によるリクエスト曲が流れる。5分番組だが、20秒CMを含め賞味4分間。2001年6月に番組終了、2004年8月には 岐阜センサ自体がお店の幕を下ろす形となった。毎週土曜22:55〜放送されていたが、終了後 現在まではJFNの番組が続き、岐阜FMローカル制作番組枠になった事がない。

## パーソナリティー
- 田中菜月

| スタブアイコン | サブスタブ | この項目は、まだ閲覧者の調べものの参照としては役立たない、ラジオ番組に関連した書きかけの項目です。この項目を加筆・訂正などしてくださる協力者を求めています（P:ラジオ/PJ:放送番組）。 |